# Saison NBA 1952-1953
Navigation
Saison 1951-1952 Saison 1953-1954
La saison NBA 1952-1953 est la 4e saison de la NBA (la 7e en comptant les trois saisons de BAA). Elle se termine sur la victoire des Minneapolis Lakers face aux Knicks de New York 4 matches à 1.

## Faits notables
- Le NBA All Star Game est joué à Fort Wayne. L'Ouest bat l'Est 79-75, emmené par le Most Valuable Player de la rencontre, George Mikan des Minneapolis Lakers.
- George Mikan réalise le premier doublé en tant que meilleur rebondeur NBA.

## Classement final
| Champion de division | Qualifié pour les playoffs | Éliminé des playoffs |

| Division Est             | V  | D  | PCT  | GB   |
| ------------------------ | -- | -- | ---- | ---- |
| Knicks de New York       | 47 | 23 | .671 | -    |
| Nationals de Syracuse    | 47 | 24 | .662 | 0.5  |
| Celtics de Boston        | 46 | 25 | .648 | 1.5  |
| Bullets de Baltimore     | 16 | 54 | .229 | 31   |
| Warriors de Philadelphie | 12 | 57 | .174 | 34.5 |

| Division Ouest           | V  | D  | PCT  | GB   |
| ------------------------ | -- | -- | ---- | ---- |
| Lakers de Minneapolis    | 48 | 22 | .686 | -    |
| Royals de Rochester      | 44 | 26 | .629 | 4    |
| Pistons de Fort Wayne    | 36 | 33 | .522 | 11.5 |
| Olympians d'Indianapolis | 28 | 43 | .394 | 20.5 |
| Hawks de Milwaukee       | 27 | 44 | .380 | 21.5 |

## Leaders de la saison régulière
| Catégorie                  | Joueur                    | Franchise                                  | Stat |
| -------------------------- | ------------------------- | ------------------------------------------ | ---- |
| Points par match           | Neil Johnston             | Warriors de Philadelphie                   | 22.3 |
| Rebonds par match          | George Mikan              | Minneapolis Lakers                         | 14.4 |
| Passes décisives par match | Bob Cousy                 | Celtics de Boston                          | 7.7  |
| % à 2 points               | Ed Macauley Neil Johnston | Celtics de Boston Warriors de Philadelphie | 45.2 |
| % aux lancers francs       | Bill Sharman              | Celtics de Boston                          | 85.0 |

## Play-Offs
|  | Demi-finales de Division | Demi-finales de Division | Demi-finales de Division |                       |   | Finales de Division   | Finales de Division | Finales de Division |  |  | Finales NBA | Finales NBA        | Finales NBA |
|  |                          |                          |                          |                       |   |                       |                     |                     |  |  |             |                    |             |
|  | 1                        | Knicks de New York       | 2                        |                       |   |                       |                     |                     |  |  |             |                    |             |
|  | 4                        | Bullets de Baltimore     | 0                        |                       |   |                       |                     |                     |  |  |             |                    |             |
|  | 4                        | Bullets de Baltimore     | 0                        |                       | 1 | Knicks de New York    | 3                   |                     |  |  |             |                    |             |
|  | Division Est             |                          |                          |                       | 1 | Knicks de New York    | 3                   |                     |  |  |             |                    |             |
|  |                          |                          | 3                        | Celtics de Boston     | 1 |                       |                     |                     |  |  |             |                    |             |
|  | 3                        | Celtics de Boston        | 3                        | Celtics de Boston     | 1 | 2                     |                     |                     |  |  |             |                    |             |
|  | 3                        | Celtics de Boston        |                          |                       |   | 2                     |                     |                     |  |  |             |                    |             |
|  | 2                        | Nationals de Syracuse    | 0                        |                       |   |                       |                     |                     |  |  |             |                    |             |
|  |                          |                          |                          |                       |   |                       |                     |                     |  |  | E1          | Knicks de New York | 1           |
|  |                          |                          | O1                       | Lakers de Minneapolis | 4 |                       |                     |                     |  |  |             |                    |             |
|  | 1                        | Lakers de Minneapolis    | 2                        |                       |   |                       |                     |                     |  |  |             |                    |             |
|  | 4                        | Olympians d'Indianapolis | 0                        |                       |   |                       |                     |                     |  |  |             |                    |             |
|  | 4                        | Olympians d'Indianapolis | 0                        |                       | 1 | Lakers de Minneapolis | 3                   |                     |  |  |             |                    |             |
|  | Division Ouest           |                          |                          |                       | 1 | Lakers de Minneapolis | 3                   |                     |  |  |             |                    |             |
|  |                          |                          | 3                        | Pistons de Fort Wayne | 2 |                       |                     |                     |  |  |             |                    |             |
|  | 3                        | Pistons de Fort Wayne    | 3                        | Pistons de Fort Wayne | 2 | 2                     |                     |                     |  |  |             |                    |             |
|  | 3                        | Pistons de Fort Wayne    |                          |                       |   | 2                     |                     |                     |  |  |             |                    |             |
|  | 2                        | Royals de Rochester      | 1                        |                       |   |                       |                     |                     |  |  |             |                    |             |

### Demi-finales de Division

#### Eastern Division
- Knicks de New York - Baltimore Bullets 2-0
- Celtics de Boston - Syracuse Nationals 2-0

#### Western Division
- Minneapolis Lakers - Indianapolis Olympians 2-0
- Fort Wayne Pistons - Rochester Royals 2-1

### Finales de Division

#### Eastern Division
- Knicks de New York - Celtics de Boston 3-1

#### Western Division
- Minneapolis Lakers - Fort Wayne Pistons 3-2

### Finales NBA
- Minneapolis Lakers - Knicks de New York 4-1

## Récompenses individuelles
- NBA Rookie of the Year : Don Meineke, Fort Wayne Pistons

- All-NBA First Team :
  - George Mikan, Minneapolis Lakers
  - Neil Johnston, Warriors de Philadelphie
  - Bob Cousy, Celtics de Boston
  - Ed Macauley, Celtics de Boston
  - Dolph Schayes, Syracuse Nationals

- All-NBA Second Team :
  - Bob Davies, Rochester Royals
  - Bill Sharman, Celtics de Boston
  - Vern Mikkelsen, Minneapolis Lakers
  - Andy Phillip, Warriors de Philadelphie
  - Bobby Wanzer, Rochester Royals